# Солтан Ібрагім Шах
Солтан Ібрагім Шах (перс. ابراهیم‌شاه‎‎, д/н —1749) — шах Ірану з 6 липня до 24 серпня 1748.

## Життєпис
Походив з династії Афшаридів. Другий син Ібрагім-хана, брата Надер Шаха. При народженні отримав ім'я Мухаммед Алі-бей. 1739 року батько загинув. Після цього змінив ім'я на Ібрагім-бек.
У 1740 призначено сардаром (військовим намісником) Південного Азербайджану зі ставкою в Ардебілі. Брав участь у походах протягом 1741—1742 проти Дагестану.
У 1743 був учасником війни з османською імперією. Потім призначено намісником Ісфагану.
У 1747 після смерті Надир Шаха новим володарем став старший брат Ібрагім-бека — Алі Аділ. Того ж року його заподозріли у змові проти нового шаха. Тоді Ібрагім повстав, закликавши родича Амір Аслан-хана, сардара Тебріза, прийти на допомогу. З основним військом рушив на столицю держави Мешхед.
У червні 1748 у вирішальній битві переміг шаха, а у липні того ж року повалив свого брата Аділ-шаха (його було засліплено), ставши новим шахом Ірану. Незабаром наказав стратити союзника Аміра Аслан-хана.
Втім його правління було нетривалим, у серпні повстав Шахрох, онук Надир Шаха. 24 серпня того ж року війська Солтан Ібрагіма в Семнані перейшли на бік Шахроха, який став новим шахом.
Втім Ібрагіму вдалося втекти до Кум, де він планував зібрати нове військо, але його схопили та засліпили, по дорозі колишній шах помер.